# Bettadakelaginahalli, Pavagada
Bettadakelaginahalli là một làng thuộc tehsil Pavagada, huyện Tumkur, bang Karnataka, Ấn Độ.